# Desmodorella schulzi
Desmodorella schulzi is een rondwormensoort. De wetenschappelijke naam van de soort is voor het eerst geldig gepubliceerd in 1950 door Gerlach.